# Vanadis longissima
Vanadis longissima är en ringmaskart som först beskrevs av Levinsen 1885.  Vanadis longissima ingår i släktet Vanadis och familjen Alciopidae. Arten har ej påträffats i Sverige. Inga underarter finns listade i Catalogue of Life.